# 1017
1017 (MXVII) fue un año común comenzado en martes del calendario juliano.

## Acontecimientos
- García Sánchez es nombrado conde de Castilla
- Se promulga el Fuero de León
- Berenguer Ramón I nuevo conde de Barcelona

## Nacimientos
- Bermudo III de León, rey de León (m. 1037).
- 29 de octubre - Enrique III el Negro, emperador del Sacro Imperio Romano Germánico (m. 1056).
- Zhou Dunyi, filósofo y cosmólogo chino (m. 1073).

## Fallecimientos
- Eadwig Etheling, hijo del rey Etelredo el Indeciso de Inglaterra.
- Federico I, conde de Eilenburg.
- Gausfredo de Cabrera, primer Señor de Cabrera.
- Guillermo de Ribagorza, hijo natural del conde Isarno de Ribagorza.
- Judith de Bretaña, duquesa de Normandía.
- Sancho García, conde de Castilla.
- 5 de junio - Emperador Sanjō de Japón.
- Ramón Borrell, conde de Barcelona.